# Літак відлітає о 9-й
«Літак відлітає о 9-й» — радянський чорно-білий художній фільм-мелодрама 1960 року, знятий режисером Юрієм Лисенком на Кіностудії ім. О. Довженка.

## Сюжет
Фільм оповідає про Любу (Сільвія Сергейчикова), дівчину з нелегкою долею. Залишившись сиротою під час війни, вона покинула школу і пішла працювати. Чоловік, якого вона кохала, залишив її з донькою на руках. Люба працює офіціанткою, у вільний час зустрічається із Сергієм (Юрій Боголюбов), який не хоче одружитися з Любою через доньку. Закінчивши перший клас, Оленка, дочка Люби приносить додому нагороду за хороше навчання, і це спонукає Любу піти у вечірню школу. У навчанні їй допомагає інженер-монтажник Долина (Анатолій Федоринов), знайомство з яким пробуджує все найкраще у душі Люби. Так починається їхнє кохання. А коли закінчується будівництво і Долині треба їхати, то Люба та Оленка їдуть разом із ним.

## У ролях
- Сільвія Сергейчикова — Люба
- Анатолій Федорінов — Юрій Тарасович Долина
- Юрій Боголюбов — Сергій
- Наталія Галян-Нікольська — Оленка
- Ганна Ніколаєва — Клавдія
- Костянтин Артеменко — чоловік Клавдії
- Поліна Куманченко — тітка Паня
- Артем Тарський — Артем Сергійович, начальник ДРЕС
- Володимир Божко — Антон, монтажник
- Тамара Альошина — Ксенія Головко
- О. Артеменко — епізод
- А. Богатирьов — епізод
- Володимир Волков — гість на весіллі
- Лев Колесник — епізод
- Костянтин Кульчицький — епізод
- Віктор Плотников — «академік», на уроці російської мови
- Алла Ролік — Тамара
- Т. Сахарова — епізод
- Сергій Шеметило — Сергій Андрійович, головний кухар
- Олексій Максимов — епізод

## Знімальна група
- Режисер — Юрій Лисенко
- Сценарист — Георгій Кушниренко
- Оператори — Сурен Шахбазян, Вадим Верещак
- Композитор — Дмитро Клебанов
- Художник — Олександр Кудря